# Antalis inaequicostata
Antalis inaequicostata é uma espécie de molusco pertencente à família Dentaliidae.
A autoridade científica da espécie é Dautzenberg, tendo sido descrita no ano de 1891.
Trata-se de uma espécie presente no território português, incluindo a zona económica exclusiva.